# Echinocereus stramineus
Echinocereus stramineus (alicoche sanjuanero) es una especie de alicoche de la familia Cactaceae que se distribuye en el norte de México y sur de Estados Unidos. La palabra stramineus es de origen latino y significa «amarillo pajizo» en referencia al color de sus espinas.

## Descripción
Tiene crecimiento subarbustivo, es ramificada y forma agrupaciones de más de 1 m de ancho y con hasta 500 tallos. Sus tallos son cilíndricos, reducidos en el ápice de 45 cm de alto y 8 cm de ancho. Tiene de 10 a 17 costillas ligeramente tuberculadas. Tiene de 1 a 4 espinas centrales robustas, rectas o curvadas, de color amarillo pajizo a blancuzco, de 4 a 9 cm de largo. Posee de 7 a 14 espinas radiales de color rosado a amarillento de 3 cm de largo. La flor no aparece en el ápice del tallo, es funeliforme, de color magenta brillante y de 6 a 12 cm de diámetro. El fruto que produce es globoso, de color rojo, es carnosos, tiene aroma y sabor a fresa y en ocasiones tiene espinas.

## Distribución y hábitat
Se distribuye en Chihuahua, Coahuila, Durango, Nuevo León, San Luis Potosí, Tamaulipas y Zacatecas en México y en Nuevo México y Texas en Estados Unidos. Habita en matorrales xerófilos y en bosques de pino, creciendo en colinas rocosas, en suelos calizos o de origen volcánico, en elevaciones de 1200 a 2100 m s. n. m.

## Estado de conservación
No se conocen mayores amenazas para la conservación de la especie, además, su área de distribución es bastante amplia, incluso habita en zonas no aptas para actividades económicas que puedan representar algún riesgo. Habita en varias áreas protegidas de México y Estados Unidos como el parque nacional Big Bend en Texas.